# Eugenio Lucas Velázquez

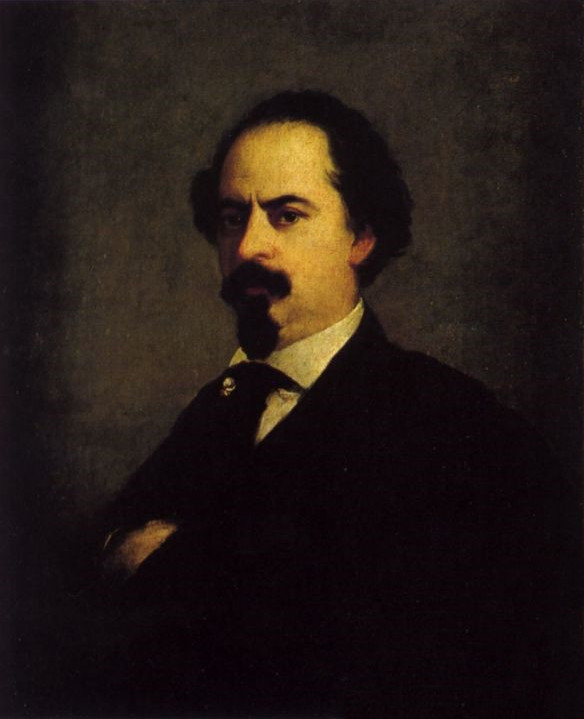
Zelfportret, 1862

Eugenio Lucas Velázquez, geboren Eugenio Lucas y Padilla (Madrid, 9 februari 1817 - aldaar, 11 september 1870) was een Spaans kunstschilder. Hij wordt gerekend tot de stroming van de romantiek.

## Leven en werk
Velázquez studeerde een tijdje aan de Kunstacademie van Madrid, maar ontwikkelde zich vooral op eigen kracht, afgezonderd van de kunstwereld, richting een onacademische romantische stijl. Zijn vroege werken betreffen voornamelijk impressies van het Spaanse leven. Later maakte hij vooral dramatische schilderijen van figuren, vaak gebaseerd op de revolutie, de inquisitie en het stierenvechten. Daarbij werd hij sterk beïnvloed door het werk van Francisco Goya en Diego Velázquez, wiens naam hij aannam.
In 1852 reisde Velázquez naar Parijs, waar hij de jonge Édouard Manet leerde kennen. Van 1856 tot 1858 verbleef hij in Italië, waar hij onder de indruk raakte van het werk van Giovanni Battista Tiepolo. In 1859 maakte hij een reis door Marokko. Gedurende de laatste jaren van zijn leven woonde en werkte hij weer in Madrid, waar hij in 1870 overleed, 53 jaar oud. Zijn zoon, Eugenio, Lucas Villamil, was eveneens kunstschilder.

## Galerij

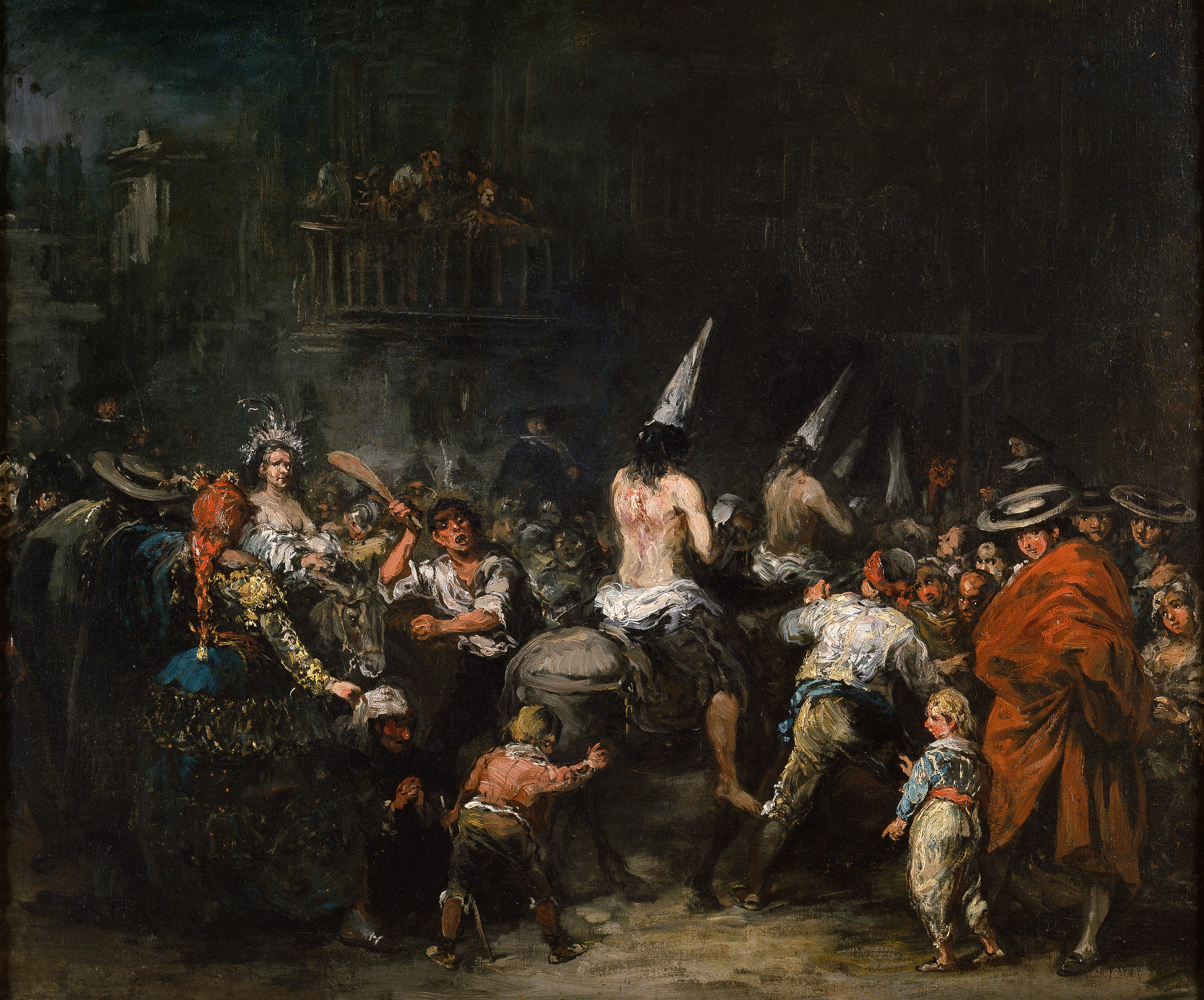
Autodafe
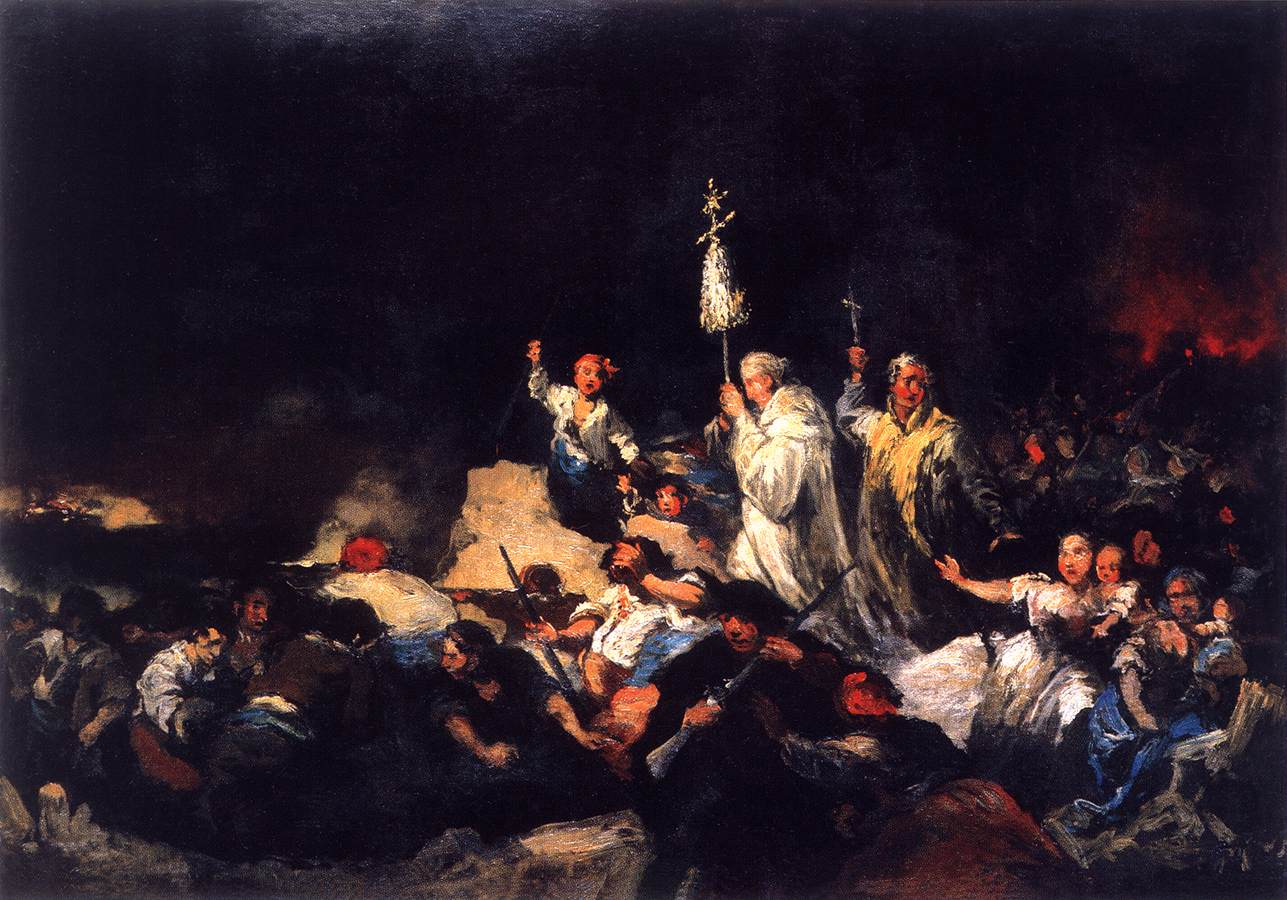
De verdediging van Zaragoza
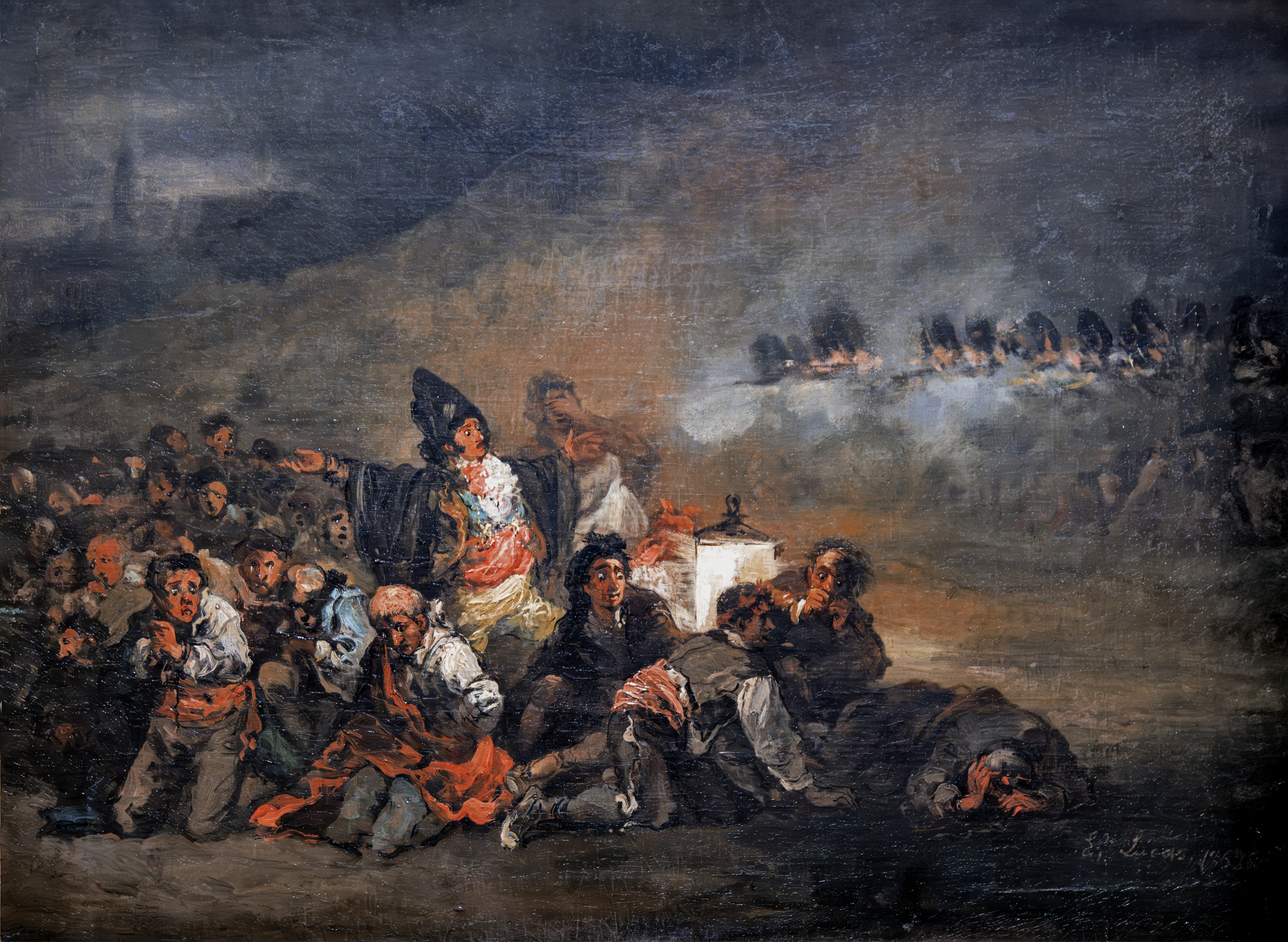
Fusilade
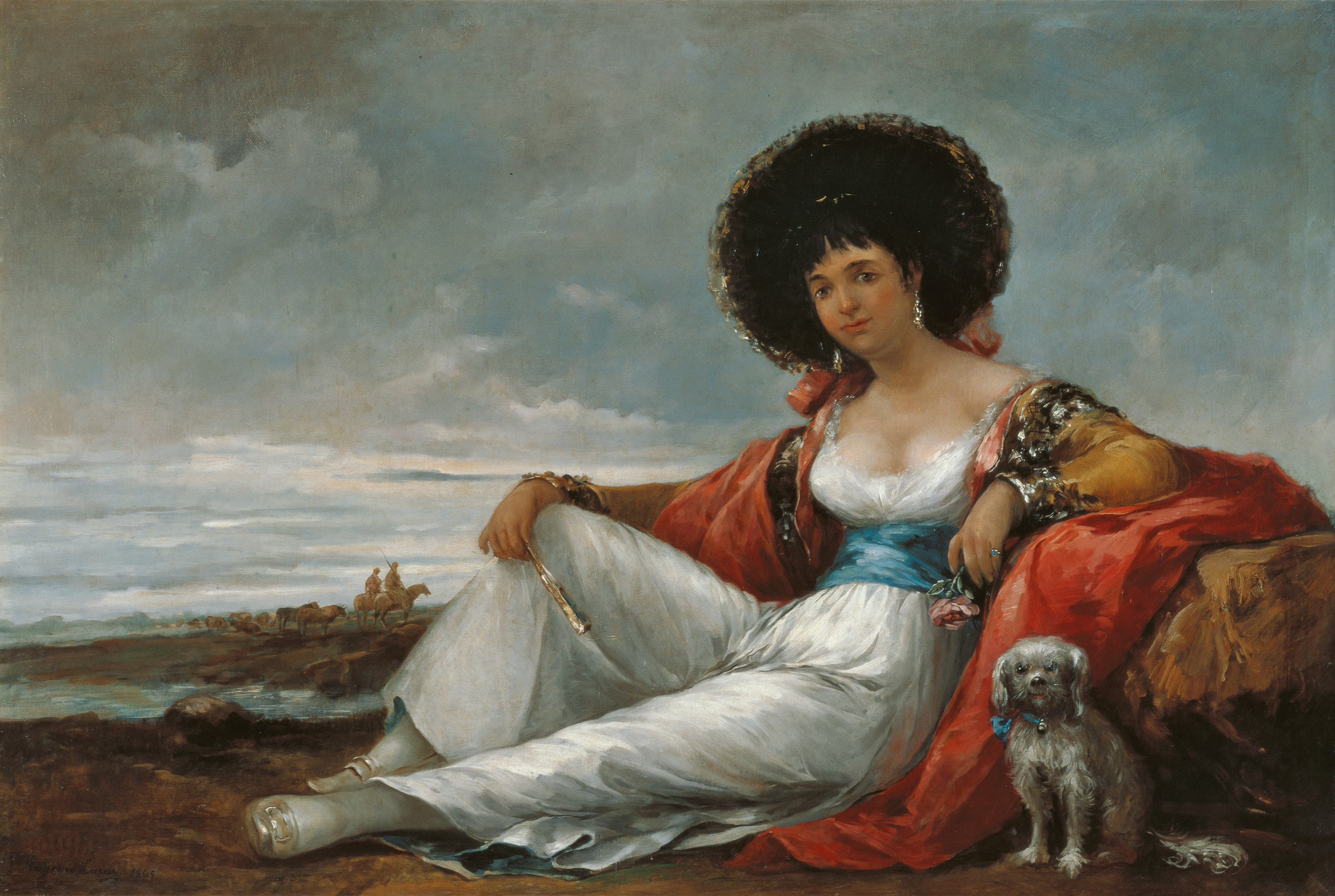
Maja met schoothond
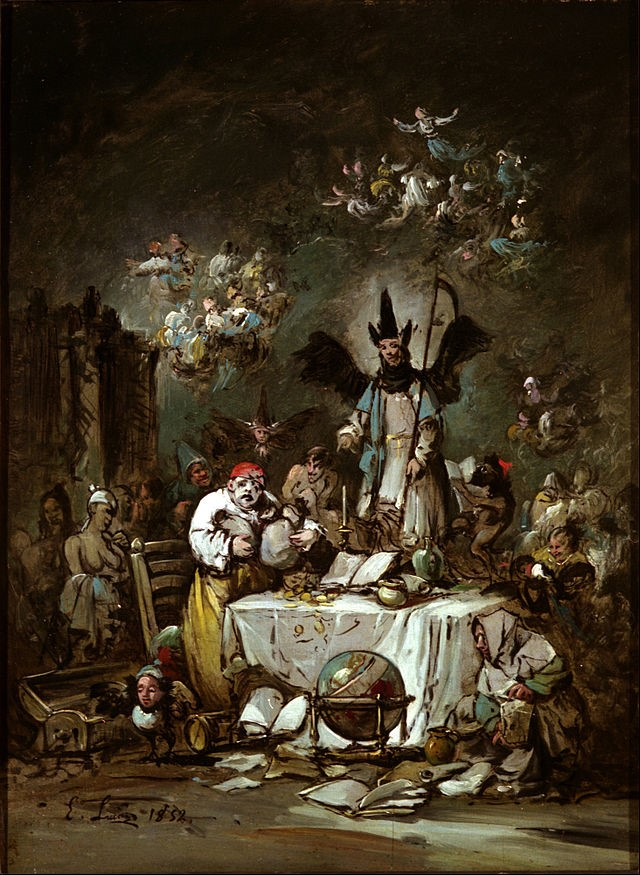
De vrek